# Ладан Павло Степанович
Павло Степанович Ладан (псевдоніми — Недобитий, П. Нетяга, П. Сіромаха; 29 лютого 1892, с. Улашківці — 27 квітня 1933, м. Москва) — активний учасник комуністичного руху, видавець і журналіст.

## Біографія

### Дитинство, навчання, еміграція
Народився 29 лютого 1892 року в с. Улашківці (нині село Чортківського району Тернопільської області) в заможній селянській родині. Закінчив Бучацьку гімназію. Щоб уникнути військової служби й «побачити світ», у березні 1910 року емігрував до Канади. Деякий час працював там чорноробом на будівництві залізниці.
У серпні 1910 року в Едмонтоні вступив до Український федерації (секції) Соціал-демократичної партії Канади, співробітничав з революційною емігрантською газетою «Робочий народ». В 1915 році переїхав до США, влаштувався там робітником на автомобільному заводі в Детройті, згодом перебрався до Клівленда, брав активну участь у діяльності Український федерації Соціалістичної партії Америки (УФСПА), був секретарем бюро УФСПА й редактором її газети «Робітник».
У серпні 1918 переїхав до Нью-Йорка, оскільки туди через поліційні репресії й заборону друкуватися в Клівленді було перенесене видання «Робітника». Був делегатом 1-го з'їзду Комуністичної партії Америки (вересень 1919), а після з'їзду — секретарем Український федерації Комуністичної партії Америки (УФКПА) й редактором її центрального органу — газети «Комуністичний світ» (1919—1920). Коли це видання заборонили, а його редактора засудили до 5-ти років ув'язнення, Ладан, рятуючись від арешту, виїхав до Європи й транзитом через Берлін (Німеччина) прибув до Харкова.

### Кар'єра в радянській системі
У 1921—1923 роках офіційно був співробітником Повноважного представництва УСРР в Польщі (на той час це представництво очолював О. Шумський), завідувач консульським відділом Повноважного представництва УСРР в Німеччині й одночасно (неофіційно) працював у Закордонному бюро допомоги Комуністичної партії Східної Галичини (див. Комуністична партія Західної України) у Празі (Чехословаччина), Відні й Берліні.
Очолював українсько-американське видавниче товариство «Космос» (1922—1924), а також був причетний до роботи із забезпечення видання радянофільського часопису «Нова громада» (1923—1924), що за редакцією С. Вітика виходив у Відні. Від квітня 1923 року — член редколегії журналу КПЗУ «Наша правда». У квітні 1924 на 5-й конференції КПЗУ обраний членом ЦК КПЗУ; у червні—липні того ж року — делегат 5-го конгресу Інтернаціоналу Комуністичного, на якому його обрали канд. у члени Виконкому Комінтерну, представником КПЗУ в польської секції Комінтерну, у грудні 1924 року — членом Український комісії Виконкому Комінтерну. У березні 1925 року був делегатом 3-го з'їзду Комуністичної партії Польщі, у жовтні того ж року — 2-го з'їзду КПЗУ.
Улітку 1926 року направлений до США й упродовж 1926—1929 роках був членом бюро УФКПА. Одночасно від кінця 1928 року був негласним закордонним співробітником Іноземного відділу ОДПУ СРСР (кличка «Ігор»). У липні 1930 року за рішенням політбюро ЦК КПЗУ відкликаний у розпорядження ЦК КПЗУ й кооптований до складу ЦК КПЗУ. Працював у Берліні в редакції центрального органу партії — журналі «Наша правда», згодом — в апараті секретаріату ЦК КПЗУ. Був помічником резидента по український лінії однієї з чекістських резидентур у Центральній Європі (Берлін).

### Справа Національного центру і страта
Під час розкрутки в УСРР сфабрикованої «справи» так званого Українського національного центру (Справа «Український національний центр» 1930—1932) допитувані у цій «справі» В. Дністренко та В. Коссак дали проти нього фальшиві свідчення. 1931 року він був відкликаний до Москви й заарештований (18 вересня 1931 р.).
Його звинуватили в:
1. проведенні з 1921 року «активної розламницької роботи в лавах КПЗУ» й приналежності до Української військової організації;
2. підтримуванні сталих контактів з «розламівцями» в КПЗУ, активній участі в їхній «контрреволюційній роботі» та приховуванні цих фактів від Іноземного відділу ОДПУ СРСР упродовж 4-х років перебування на посаді відповідального негласного співробітника цього відділу;
3. саботуванні й зриві дорученої йому за кордоном серед українців роботи".

Згідно з документами ОДПУ СРСР, Ладан спершу визнав свою провину, але потім відмовився від своїх зізнань і надалі рішуче заперечував як власну належність до будь-яких «контрреволюційних організацій» (насамперед Української військової організації), так і інкриміновану йому «антирадянську діяльність».
Судова колегія ОДПУ СРСР 20 січня 1933 визнала Павла Ладана винним і засудила до смерті. Розстріляний 27 квітня цього ж таки року в Москві.
Військова колегія Верховного суду СРСР 11 червня 1959 року скасувала ухвалу ОДПУ СРСР від 20 січня 1933 й припинила справу щодо Павла Ладана «за відсутністю складу злочину».